# Leioproctus zonatus
Leioproctus zonatus is een vliesvleugelig insect uit de familie Colletidae. De wetenschappelijke naam van de soort is voor het eerst geldig gepubliceerd in 1956 door Moure.